# 阿朗 (名)
阿朗，葡萄牙語男性名。以下知名人物使用此名：
- 阿朗·德拉塞尔达（葡萄牙語：Aarão de Lacerda）（1863－1921），葡萄牙教授、作家、美术史学家。
- 阿朗·施泰因布鲁赫（葡萄牙語：Aarão Steinbruch）（1917年9月17日－1992年10月13日），巴西律师和政治家。